# Montanyola

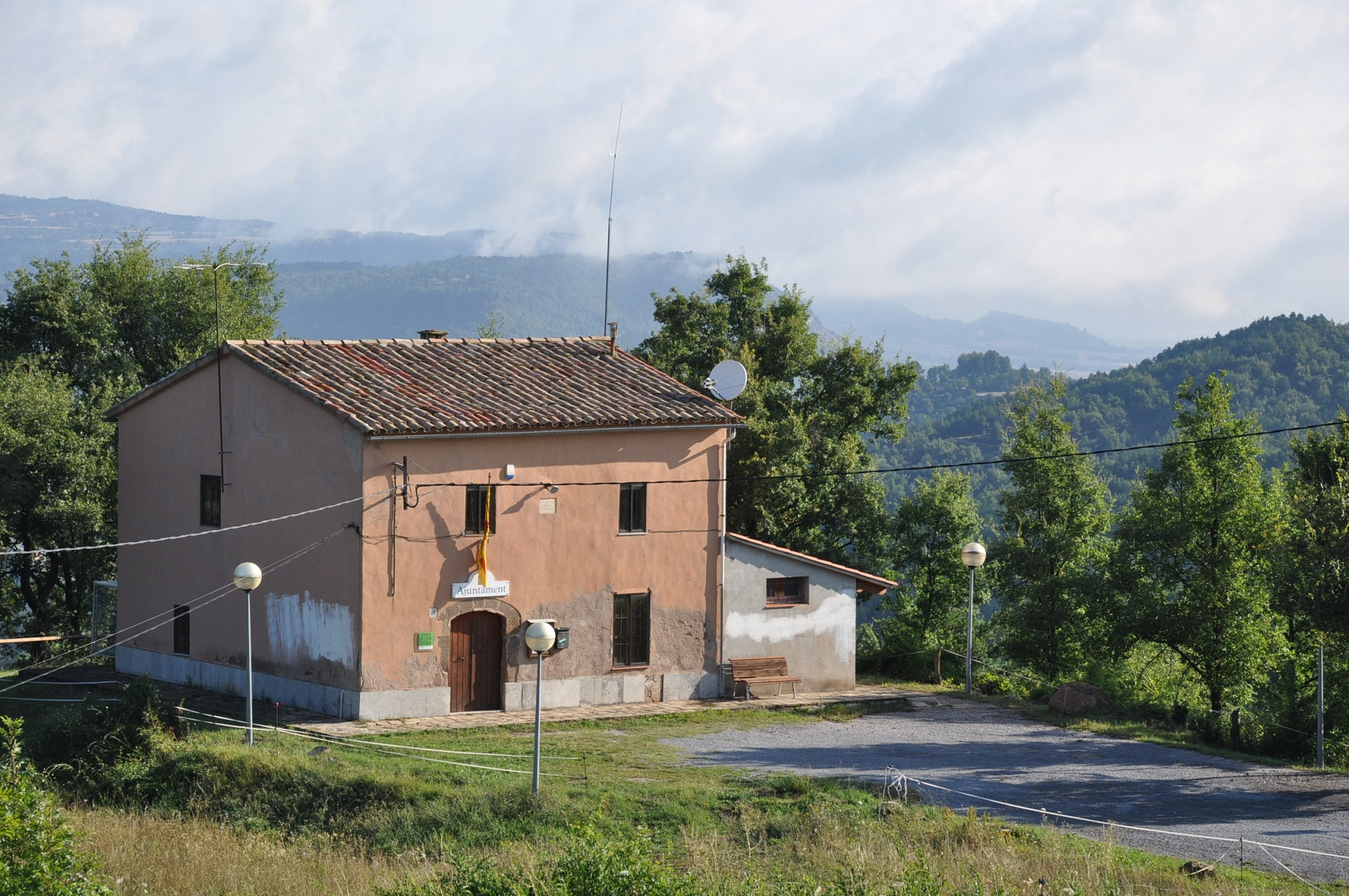
Casa consistorial

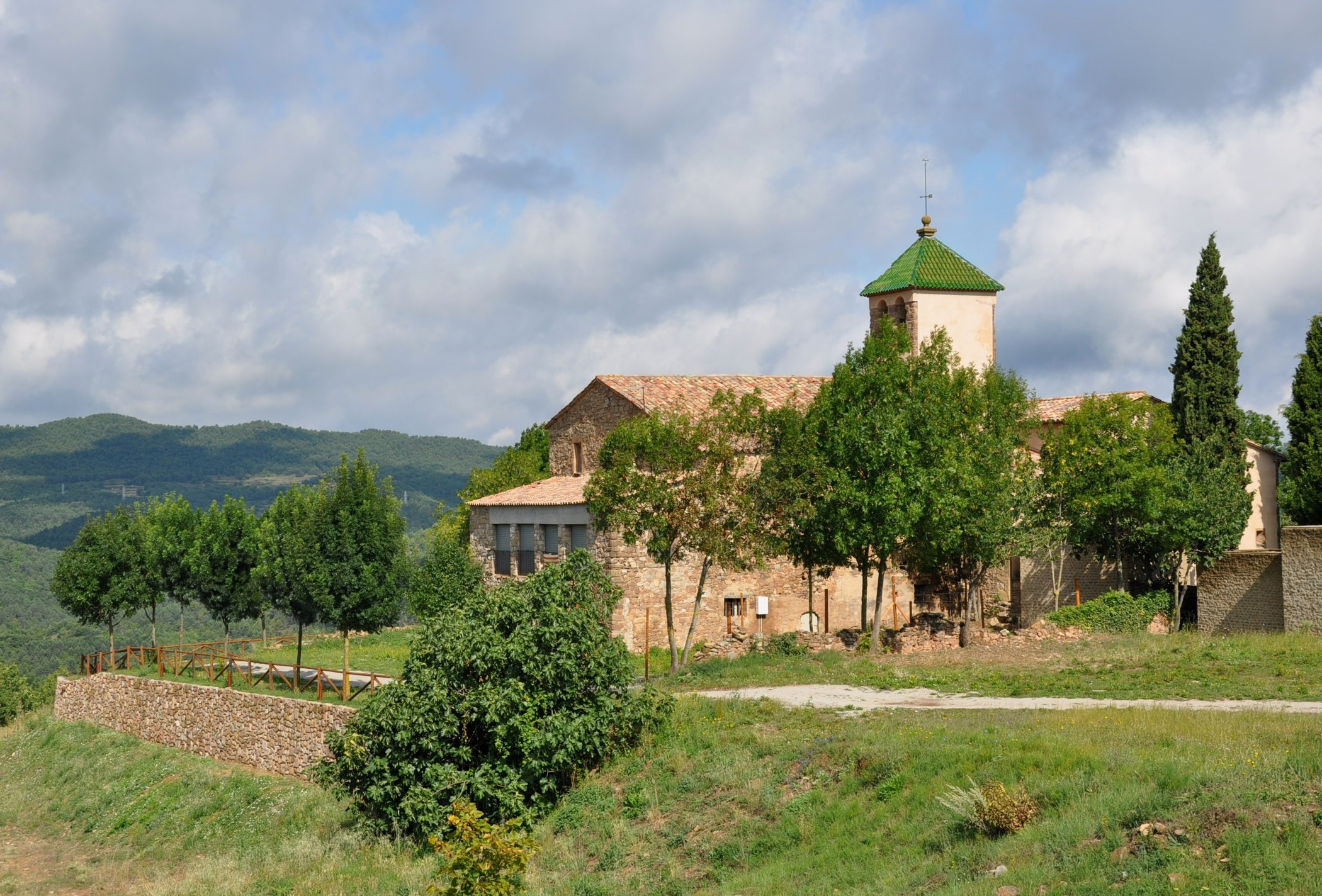
Iglesia de San Quirico y Santa Julita

Montanyola (oficialmente Muntanyola) es un municipio español de la comarca de Osona, limítrofe con la comarca del Moyanés. Incluye el núcleo de Múnter y algunas urbanizaciones.

## Historia
El lugar y la iglesia de Múnter aparecen documentados desde 929 con el nombre villa de Montari. La iglesia de San Quirico de Montanyola está documentada por primera vez en 938.

## Geografía humana

### Demografía
Cuenta con una población de 712 habitantes (INE 2024).
| Gráfica de evolución demográfica de Montanyola entre 1842 y 2021 |
| |
| En estos censos se denominaba Montanyola: 1842, 1857, 1860, 1877, 1887, 1897, 1900, 1910, 1920, 1930, 1940, 1950, 1960, 1970 y 1981 Población de derecho según los censos de población del INE. Población de hecho según los censos de población del INE. |

| 1900 | 1930 | 1950 | 1970 | 1981 | 1986 | 2006 | 2008 | 2022 |
| ---- | ---- | ---- | ---- | ---- | ---- | ---- | ---- | ---- |
| 404  | 425  | 434  | 247  | 199  | 163  | 464  | 548  | 700  |

## Economía
Agricultura de secano y explotación forestal.

## Patrimonio
- Iglesia de San Quirico de Montanyola, con retablos barrocos.
- Iglesia de San Esteban de Múnter, de origen románico, transformada en el siglo XVII.